# Wapen van Bergen (België)

Wapen van Bergen

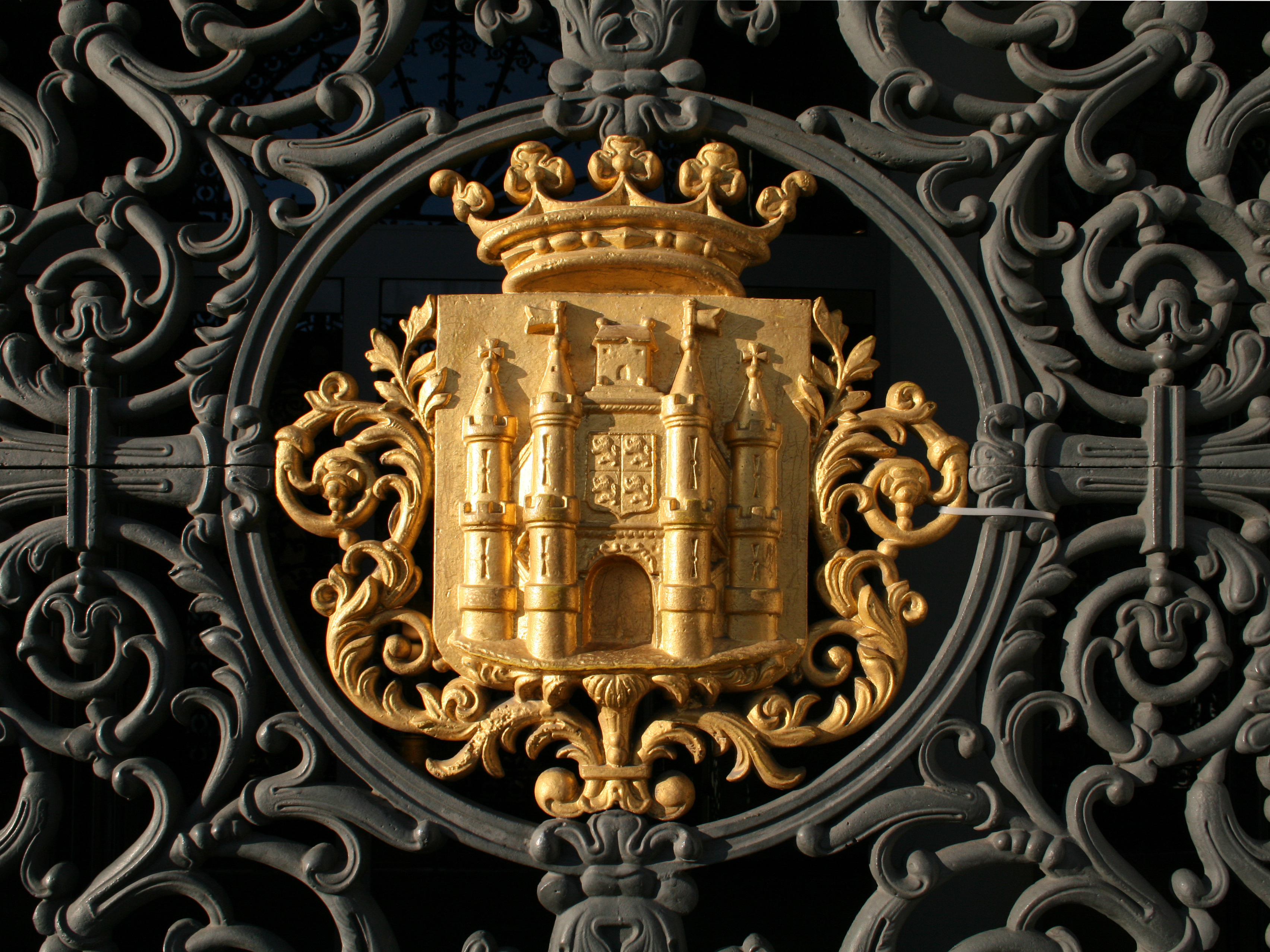
Weergave van het wapen in het Koninklijk Theater in Bergen

Het wapen van Bergen is het gemeentelijke wapen van de Henegouwse gemeente Bergen. Het is in 1977 toegekend naar aanleiding van een gemeentelijke fusie dat jaar.

## Geschiedenis
Bergen heeft sinds de 13e eeuw een stadswapen. Het eerste bekende wapen, een zegel van de stad, toonde een toren met een stuk muur. In de 15e eeuw werden de plaatselijke munten iets aangepast en verscheen er een hond in de poort. Deze munten werden tot in de 17e eeuw geslagen. Op zegels verscheen de hond pas na 1818. Latere zegels uit die eeuw toonden een vergelijkbaar wapen als dat wat in 1818 aan de gemeente toegekend werd.
Het eerste koninklijk toegekende wapen van Bergen stamt uit 1818, de beschrijving van het wapen is dan nog in het Nederlands. In dit wapen komt ook de hond in de poort voor het eerst voor. Dit wapen werd herzien in 1842 en 1977. In 1971 en 1977 kwamen er meerdere gemeenten, met eigen gemeentelijke wapens, bij Bergen. Beide keren behield de nieuwgevormde gemeente Bergen het oude wapen, omdat een wapen samengesteld uit de oude wapens niet op een heraldisch juiste wijze samengevoegd kon worden.

## Blazoenering
De blazoenering van het wapen uit 1977 luidt als volgt:
De gueules à un châteu d'argent, ouvert du champ, la herse levée, à quatre tours et un donjon; la porte surmontée des armes modernes de Hainaut; les tours à deux étages crénelées, le toit pointu, surmontées, celles flanquant la porte d'une boule et d'un guidon d'or, les guidons adossés, celles d'angle d'un globe crucifère du même; la cour fermée et du champ; la partie apparente du donjon à une fenêtre et à un toit en bâtière sommé de deux boules d'or; sous la herse, un chien de garde assis, d'argent, la tête posée de front; le tout dur une terrasse isolée de sinople. L'écu sommé d'une couronne à cinq fleurons.
In het Nederlands: Van keel met een kasteel van zilver, met de kleur van het veld, het valhek opgehaald, vier torens en een donjon; de poort getopt door het moderne wapen van Henegouwen; de gekanteelde torens zijn twee verdiepingen hoog, op de torens staat een gepunt dak, die de poort flankeren hebben een bol en een vaan van goud, de vlag met broekingzijde naar de poort gekeerd, die op de hoek hebben een bol met crucifix van hetzelfde, de afgesloten binnenplaats is gelijk aan het veld, het zichtbare deel van de donjon heeft een raam en een zadeldak met daarop twee gouden bollen; onder het valhek een hond van zilver, de kop naar de toeschouwer gekeerd, het geheel staat op een terras van sinopel. Het schild gedekt door een kroon van vijf bladeren.
Het wapen bestaat uit een rood veld met daarop een zilveren ommuurde stad, of burcht. De kruisen op de buitenste torens en de vaandels op de binnenste torens zijn van goud. Voor de poort zit een hond en boven de poort hangt het wapen van Henegouwen. Het geheel staat op een groene ondergrond. Het schild is gedekt met een gouden kroon van vijf bladeren, een zogenaamde markiezenkroon.
De beschrijving uit 1818 luidt als volgt:
Van keel, beladen met een burg van zilver gevaand van goud, waartegen het wapen van Henegouwen en staande op een groen terras, het schild gedekt met een gouden kroon.
De afbeelding is exact hetzelfde, maar de beschrijving is veel eenvoudiger en laat daarmee veel zaken onbeschreven.